# 爱森纳赫 (莱茵兰-普法尔茨州)
爱森纳赫是德国莱茵兰-普法尔茨州的一个市镇。总面积6.31平方公里，总人口357人，其中男性189人，女性168人（2011年12月31日），人口密度57人/平方公里。